# Feketeszárnyú székicsér
A feketeszárnyú székicsér (Glareola nordmanni) a madarak osztályának lilealakúak (Charadriiformes) rendjébe, ezen belül a székicsérfélék (Glareolidae) családjába tartozó faj.

## Rendszerezése
A fajt Fischer von Waldheim német anatómus, entomológus és paleontológus írta le 1842-ban. Tudományos faji nevét Alexander von Nordmann finn természettudósról kapta.

## Előfordulása
Délkelet-Európa és Délnyugat-Ázsia területén fészkel. Telelni Afrikába a Szaharán túlra vonul. 
Természetes élőhelyei a nyílt területek, ürmös sztyeppék, szikes gyepek, mocsarak, tavak, folyók és patakok környékén, valamint művelt területek.

### A Kárpát-medencei előfordulása
Magyarországon ritka kóborló, alkalmilag fészkel is, legtöbbször a Kiskunság szikes pusztáin, a Hortobágyon és Peszéradacson került elő, általában székicsér telepeken.

## Megjelenése
Testhossza 25 centiméter, szárnyfesztávolsága 60–68 centiméter, testtömege pedig 87–99 gramm közötti. A tojó kisebb, mint a hím. Nagy szeme, hegyes szárnya és villás farka mind a levegőben lévő vadászatot szolgálja.
|  |

## Életmódja
Fecske módjára a levegőben kapkodja el rovarokból álló táplálékát. Csapatban vadászik.

## Szaporodása
Tavak, mocsarak mellett a földre, sekély mélyedésbe rakja fészkét. Fészekalja 4 tojásból áll, melyen 35-40 napig kotlik, mind a két szülő. Fiókái fészekhagyók.
|  |

## Természetvédelmi helyzete
Az elterjedési területe még nagyon nagy, egyedszáma pedig csökken. A Természetvédelmi Világszövetség Vörös listáján mérsékelten fenyegetett fajként szerepel. Európában nem fenyegetett fajként van nyilvántartva, Magyarországon fokozottan védett, természetvédelmi értéke 500 000 Ft.